# Sicilské nešpory
Sicilské nešpory (italsky I Vespri siciliani) je název pro povstání, které vypuklo v Palermu 30. března 1282 proti vládě francouzského krále Karla I. z Anjou. Vzpoura vedla k vyhnání Francouzů z ostrova Sicílie a nastolení vlády aragonského krále Petra III. Velikého. 
V důsledku tohoto povstání došlo k rozdělení dosavadního Království sicilského na dva samostatné státy – na Sicilské království na ostrově (zvaném také jako království Trinacria) a na pevninskou část zvanou Neapolské království, které zůstalo pod nadvládou Anjouovců. 
Název povstání získalo proto, že propuklo při shromáždění lidí, kteří se odebírali o Velikonočním pondělí na nešpory.

## Dějiny

### Sicílie před povstáním

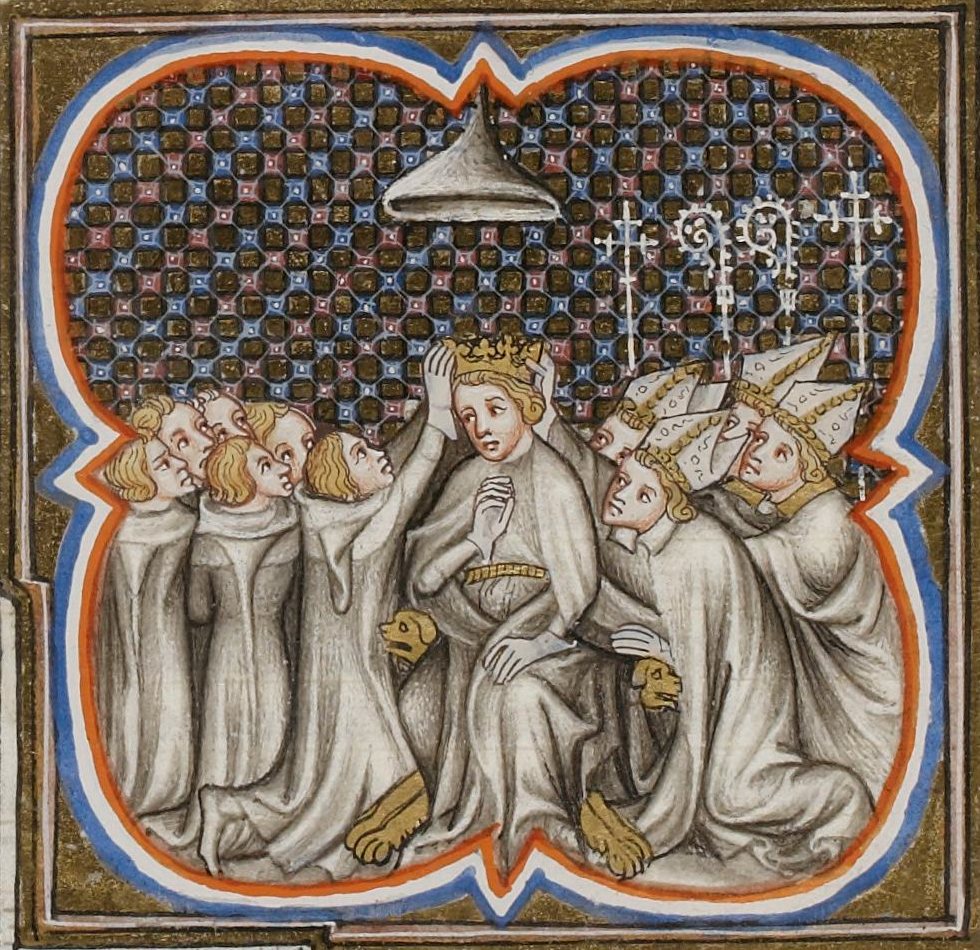
Korunovace Karla z Anjou sicilským králem (1266)

Několikaleté spory císaře Fridricha II. a papeže Inocence IV. o vládu nad severní Itálií pokračovaly i po císařově smrti (1250) s jeho nástupcem a synem Konrádem IV. Promítly se v rozhodnutí papeže Inocence IV. neudělit Konrádovi po smrti jeho otce Království sicilské jako papežské léno.
S tím nový císař nesouhlasil, ale než mohl podniknout vojenské tažení, nečekaně v roce 1254 zemřel. Správu Království sicílského přenechal hraběti Bertholdovi z Hohenburgu. Proti němu vystoupil Konrádův nevlastní bratr Manfréd, který se za papežovy podpory zmocnil Sicílie a zásluhou podpory Arabů z Lucery získal na svou stranu i jihoitalská města. Spojenectví s papežem však skončilo záhy. Papež Manfréda v roce 1255 vyobcoval z církve a Království sicilské nabídl anglickému králi Jindřichovi III. pro jeho mladšího syna Edmunda. Manfréd však na Sicílii získal silnou pozici a roku 1258 se v Palermu nechal korunovat sicilským králem.
V roce 1263 uzavřel papež Urban IV. s Karlem z Anjou, mladším bratrem krále Ludvíka IX. a vládcem Provence dohodu. Papežská kurie mu měla udělit Království sicilské v léno a nový panovník se na oplátku neměl snažit získat nadvládu nad celou Itálií. Karel měl spojence v severní Itálii (florentští a sienští bankéři), Manfrédovi byla věrná města v Toskánsku a ghibellini. V roce 1265 Karel vytáhl do Itálie a roku 1266 v bitvě u Beneventa Manfréd padl. Téhož roku papež Klement IV. udělil Království sicilské v léno Karlovi z Anjou a korunoval jej sicilským králem. Štaufové vkládali své naděje do nezletilého Fridrichova vnuka a Manfredova synovce, Konradina. Karel z Anjou a Konradin se v roce 1268 setkali v bitvě u Tagliacozzo, kde byl teprve šestnáctiletý Konradin poražen a poté v Neapoli popraven stětím.
Karel se jako sicilský král snažil zajistit si oporu své moci novým rozdělením půdy francouzským šlechticům, kteří s ním odešli z Francie. Přenesl své sídlo z Palerma do Neapole. Vyšel také vstříc církvi tím, že zrušil některá opatření Fridricha II. a v Království sicilském mohla působit inkvizice. Papež na oplátku podporoval Karla v jeho expanzivních plánech namířených proti Byzantské říši.
Ke Karlovým nepřátelům naopak patřila aragonská koruna. Aragonský král Petr III. měl za manželku Manfrédovu dceru Konstancii a domníval se, že je legitimním pokračovatelem štaufské politiky na Sicílii. Také proto jej podporovali ghibellini v severní Itálii. V Aragonii rovněž žila řada uprchlíků ze Sicílie. Aragonský král měl podporu i mezi sicilskou šlechtou, které vadily výhody udělované Francouzům. A s podporou mohl počítat i mezi měšťany, které si král Karel pohněval rostoucím daňovým zatížením.

### Povstání

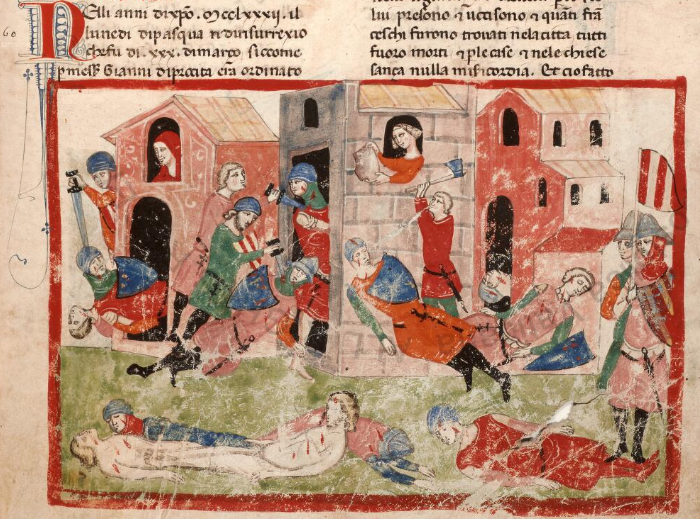
Sicilané masakrují francouzské vojáky, Nuova Cronica ze 14. století

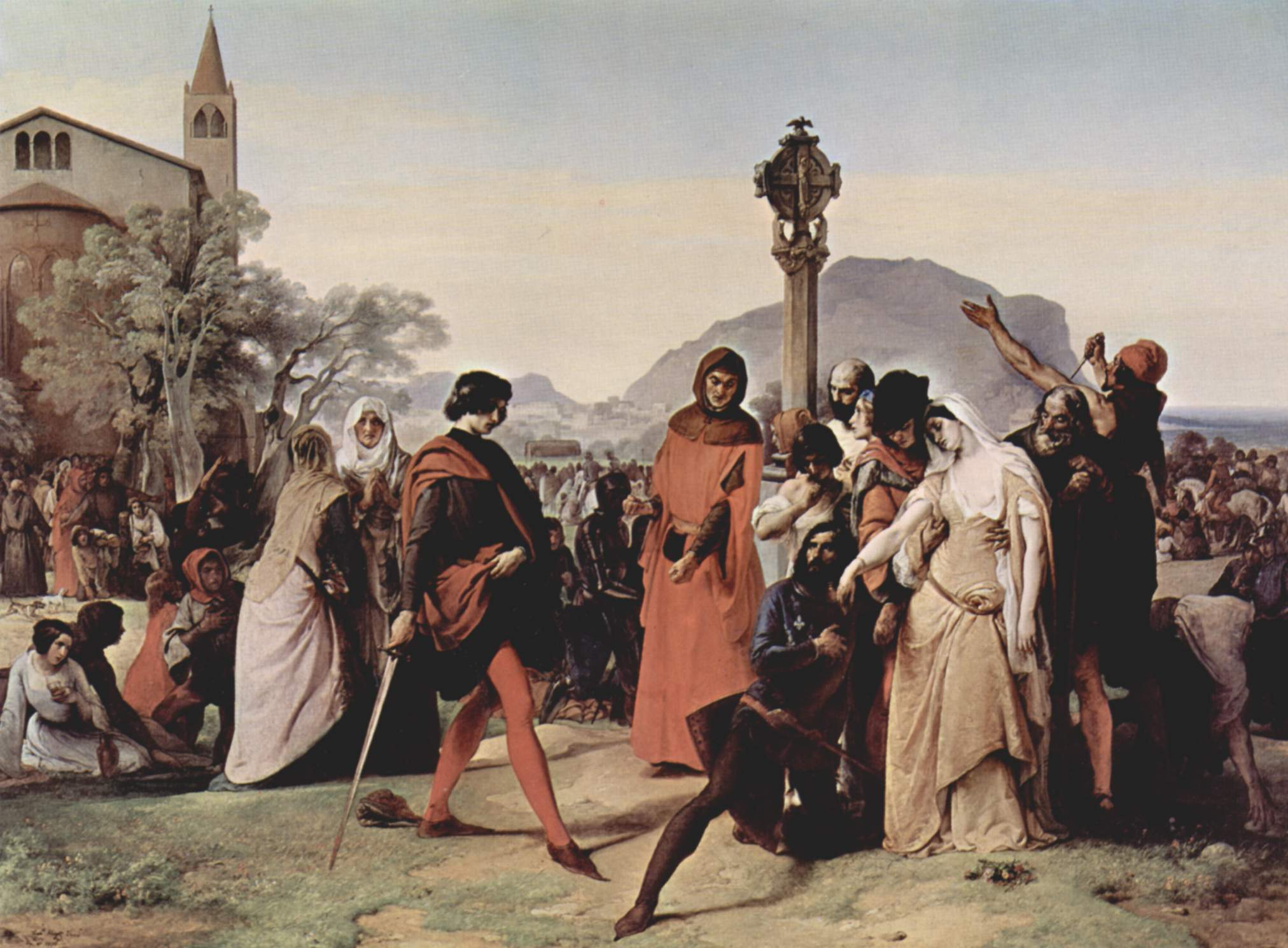
Obraz I Vespri siciliani F. Hayeze (1846)

Cizí nadvláda a vysoké daně zaviněné Karlovou expanzivní politikou vedly k povstání místní šlechty, které získalo název Sicilské nešpory. Povstání vypuklo o nešporách na Velikonoční pondělí dne 30. března 1282 v Palermu poblíž kláštera sv. Ducha a během měsíce se rozšířilo na celý ostrov (s výjimkou Messiny). Povstalci pocházeli z řad šlechty i měšťanů, kteří získali i podporu církve. Povstání bylo podpořeno financemi byzantského císaře Michaela VIII. Oběťmi krvavého masakru se stalo několik tisíc Francouzů. Rebelující ostrovní část království nabídla královskou korunu aragonskému králi. 

### Válka o Sicílii

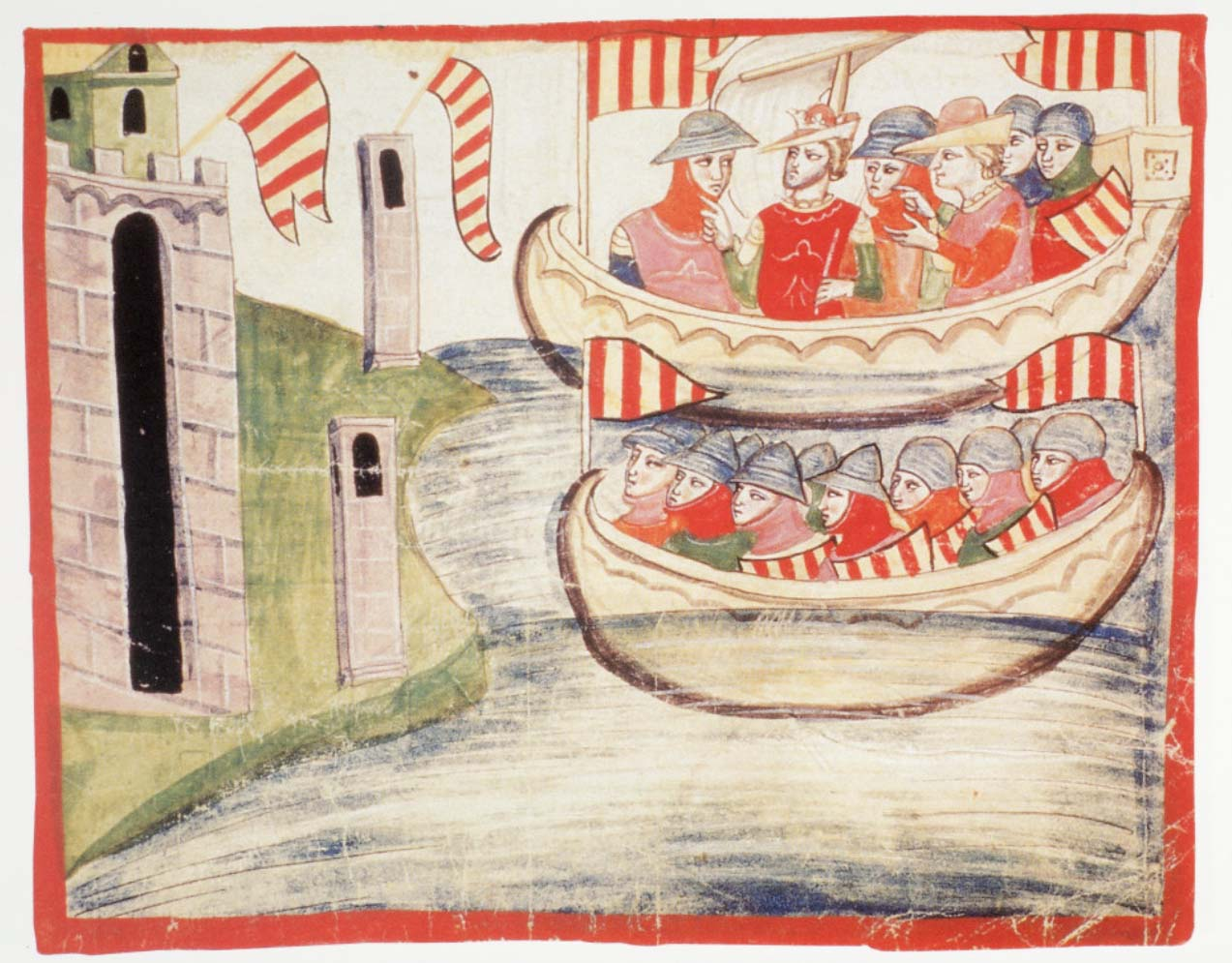
Král Petr III. připlouvá do Trapani, středověká iluminace

Dne 30. srpna 1282 přistál král Petr v Trapani a již 4. září jej v Palermu sněm sicilské šlechty zvolil sicilským králem jako Petra I. pod podmínkou, že obnoví v království zvyklosti z normanského období. Karel z Anjou se proti Petrovi III. vypravil s loďstvem, které však bylo v sicilské úžině poraženo.

### Důsledky povstání
Po Karlově porážce následovalo období bojů, které skončilo až po Petrově smrti v roce 1285. V tomto roce se oba rody dohodly, že Neapol a jižní Itálie zůstane Anjouovcům a Sicílie Aragonii. Odtržená Sicílie zůstala samostatným Sicilským královstvím (zvaném též Trinacria) spojeným dynasticky a později personální unií s Aragonií a poté se Španělskem, čímž se vývoj Sicílie odlišil od vývoje na italské pevnině. V jižní Itálii vzniklo Neapolské království. Obě království byla opětovně spojena až v roce 1816.
Sicilské nešpory oslabily křižácké hnutí v Evropě. Od panovníků, kteří se angažovali ve věci Sicílie a účastnili se předtím křížových výprav, se nyní dostávalo méně podpory křižáckým státům v Levantě.